# Emmelia burmana
Emmelia burmana is een vlinder van de familie van de uilen (Noctuidae). De wetenschappelijke naam van deze soort is voor het eerst voorgesteld als Agrophila burmana door Charles Swinhoe in een publicatie uit 1905.
De soort komt voor in Myanmar.